# Anastasia Huppmann
Anastasia Huppmann (Tver, 16 novembre 1988) est une pianiste autrichienne née russe, récipiendaire de nombreux prix.

## Biographie
Anastasia Huppmann naît à Tver (Russie) d'un père guitariste de Rock et d'une mère créatrice de mode. Elle commence à jouer du piano dès l'âge de cinq ans,,. A six ans, elle reçoit ses premières leçons individuelles visant les enfants surdoués pour le piano. A l'âge de sept ans, Anastasia interprète des morceaux de sa composition sur les antennes de la télévision russe. A huit ans, elle participe à son premier concours de piano et poursuit ses études sous la houlette de V. Daich au Conservatoire d'état de Rostov-sur-le-Don, puis avec Th.Kreuzberg au Conservatoire de Vienne. Elle se classe troisième au concours de piano de l'Université de Norilsk (Sibérie de l'Est). Elle est admise au programme pour les enfants doués à l'Université de Smolensk et, plus tard, assiste aux cours de l'Université des Arts de Saratov.
Anastasia étudie notamment avec Lev Naumov, Lev Shugom et Krassimira Jordan et complète sa formation musicale à l'Académie de Musique de Hanovre. Elle a eu l'honneur de travailler dans les master classes de pianistes reconnus tels que Paul Badura-Skoda, Lev Naumov, Dmitri Bashkirov et bien d'autres.

## Carrière
Anastasia Huppmann s'est produite à l'occasion de nombreux concerts en tant que soliste en Ukraine, Russie, Autriche, France, Pologne, Espagne, Italie et, en collaboration avec divers orchestres nationaux, dans les grandes salles de concert d'Europe et d'Asie.
Elle-même enseigne au Conservatoire de musique et d'art dramatique Prayner de Vienne au sein duquel elle a la charge d'une master class.

### Répertoire
Le répertoire de Huppmann se compose de partitions pour piano seul ainsi que de compositions orchestrales de Frédéric Chopin, Franz Liszt, Franz Joseph Haydn, Sergei Rachmaninoff, Claude Debussy, Ludwig van Beethoven et des œuvres avec orchestre de Sergueï Prokofiev .

## Récompenses
Huppmann a reçu de nombreux prix dans des concours de piano, : 
- 2005 : premier prix au Concours du XXIe siècle (Kiev) ;
- 2009 : premier prix concours du professeur Dichler (Vienne) ;
- 2009 : Bluethner Special Prize, dans le cadre du concours de bienfaisance Erik (Autriche) ;
- 2009 : troisième prix au concours international de piano d'Osaka [pas de premier prix décerné] (Japon) ;
- 2011 : premier prix au XIe concours international de piano de Concorso Vietri sul Mare – Costa Amalfitana (Italie) ;
- 2011 : premier prix - Premio di esecuzione Pianistica IXe international Antonio Napolitano de la ville de Salerne (Italie) ;
- 2012 : première au concours international de piano « 14e grand prix International Jeunes Talents  » (France) ;
- 2018 : membre du jury du jury au 6e concours international de piano Frédéric Chopin, qui a lieu à Bacău, Roumanie ;
- 2018 : membre du jury au 2e concours international de piano Arturo Benedetti Michelangeli, Foggia, Italie.

## Discographie
- 2014 : Voyage à travers trois siècles, Haydn, Beethoven, Chopin, Liszt et Debussy (iMusician Digital)
- 2016 : Chopin et Liszt (Gramola)[9]

## Vidéographie
Huppmann a publié un recueil de vidéos d'œuvres sélectionnées grâce à sa chaîne dédiée sur YouTube, dont certaines ont été vues plus d'un million de fois.